# Darko Lorencin
Darko Lorencin (Pola, 5 giugno 1970) è un politico croato, dal 19 marzo 2013 al 22 gennaio 2016 ministro del Turismo nel governo Milanović.
Politico istriano, Ministro del Turismo del Governo Milanović ed esponente della Dieta Democratica Istriana, cugino di terzo grado di Beatrice Lorenzin i due sono stati entrambi ministri nello stesso periodo (2013-2016) in due Paesi diversi in un governo di centro-sinistra.